# Anthomyia hirsuticorpa
Anthomyia hirsuticorpa este o specie de muște din genul Anthomyia, familia Anthomyiidae, descrisă de Feng, Fan și Zeng în anul 1999.
Este endemică în Sichuan. Conform Catalogue of Life specia Anthomyia hirsuticorpa nu are subspecii cunoscute.